# Lunca Jariștei, Buzău
Lunca Jariștei (în trecut, Broasca) este satul de reședință al comunei Siriu din județul Buzău, Muntenia, România. Se află în partea de nord-vest a județului, pe valea Buzăului, la baza barajului Siriu.